# 沃皮永
沃皮永（法語：Vaupillon，法語發音：[vopijɔ̃]）是法国厄尔-卢瓦省的一个市镇，属于诺让勒罗特鲁区。

## 地理
沃皮永（48°27'37"N, 0°59'42"E）面积12.47 平方千米，位于法国中央-卢瓦尔河谷大区厄尔-卢瓦省，该省份为法国北部内陆省份，北起顺时针与厄尔省、伊夫林省、埃松省、卢瓦雷省、卢瓦-谢尔省、萨尔特省和奧恩省接壤。
与沃皮永接壤的市镇（或旧市镇、城区）包括：拉卢普、莫塞、圣埃利夫、圣维克托德比通、布勒通塞勒。

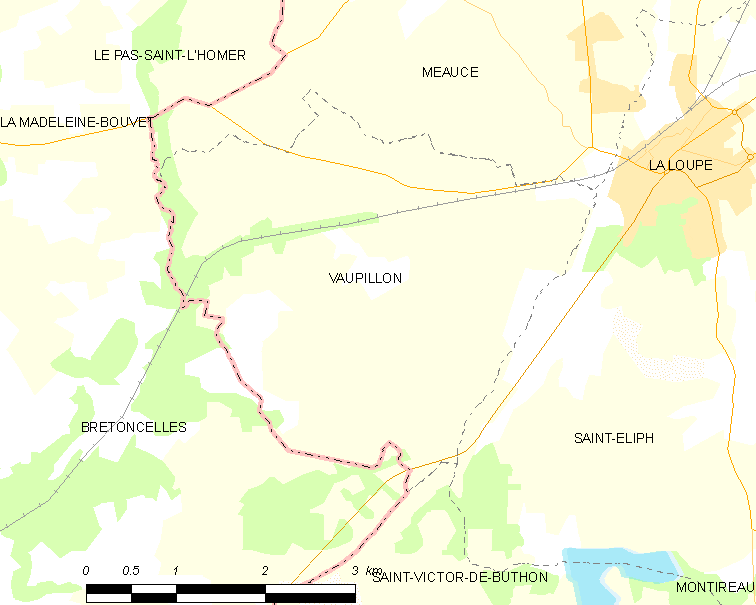
沃皮永的OSM定位图

沃皮永的时区为UTC+01:00、UTC+02:00（夏令时）。

## 行政
沃皮永的邮政编码为28240，INSEE市镇编码为28401。

## 政治
沃皮永所属的省级选区为诺让勒罗特鲁县。

## 人口

1962-2008年间沃皮永人口变化图示

沃皮永于2022年1月1日时的人口数量为461人。